# Emilia Czerwińska (kickbokserka)
Emilia Czerwińska (ur. 1 lipca 1990 w Zgorzelcu) – polska kick-bokserka oraz zawodniczka MMA. Dwukrotna Mistrzyni Świata kick-boxingu w formule K-1. Dziewięciokrotna Mistrzyni Polski także w K-1. Była zawodniczka organizacji ALMMA oraz KSW. Aktualnie związana z Cage Warriors. 

## Kariera MMA

### ALMMA
W 2021 roku Czerwińska, reprezentująca barwy klubu Pepe MMA Zielona Góra, zdobyła złoty medal w Sochaczewie podczas zawodów Amatorskiej Ligi MMA (ALMMA). Wygrała w kategorii wagowej do 66 kg. Najpierw była lepsza od Agaty Pilawki, a następnie pokonała Dominikę Steczkowską.

### KSW
Podczas transmisji gali KSW 62 w Warszawie organizacja oficjalnie ogłosiła zakontraktowanie Czerwińskiej. W zawodowym MMA zadebiutowała 4 września 2021 na gali KSW 63: Crime of The Century. Jej rywalką była zdobywczyni tytułu mistrzyni Polski i Europy w amatorskim MMA, Weronika Eszer. Starcie odbyło się w kategorii muszej. W drugiej rundzie Czerwińska zwyciężyła przez techniczny nokaut, zasypując rywalkę uderzeniami łokciami.
W drugiej walce dla KSW, podczas KSW 72: Romanowski vs. Grzebyk, które odbyło się w kieleckim Amfiteatrze Kadzielnia stoczyła walkę z Sarą Luzar-Smajić. Czerwińska pewnie pokonała rywalkę przez jednogłośną decyzję sędziów.
17 marca 2023 na gali KSW 80: Eskiev vs. Ruchała w Lubinie zmierzyła się z Brazylijką, Yasmin Guimarães. Przegrała przez jednogłośną decyzję sędziowską (29-28, 2x 30-27), dzięki skutecznym sprowadzeniom i dobrej kontroli w parterze przez przeciwniczkę. Była to jej pierwsza porażka.
16 grudnia 2023 podczas XTB KSW 89: Bartosiński vs. Parnasse zmierzyła się z Natalią Baczyńską-Krawiec. Zwyciężyła przez jednogłośną decyzję sędziów.
W kwietniu 2024 roku menadżer Czerwińskiej (Przemysław Kosiński) za pośrednictwem Twittera poinformował jej kibiców, że ta rozstaje się z federacją KSW. Powodem tej decyzji są problemy zdrowotne Czerwińskiej, przez które ta nie może robić limitu wagi muszej (do 56,7 kg / 125 lb). Kosiński także zdradził, że jego zawodniczka będzie rywalizować w wyższej kategorii wagowej (koguciej do 61,2 kg /-135 lb).

### Cage Warriors
Sześc miesięcy później brytyjska federacja Cage Warriors ogłosiła zakontraktowanie Czerwińskiej oraz zapowiedziała jej walkę o pas mistrzowski w wadze koguciej, którą miała stoczyć z niepokonaną Angielką, Kennedy Freeman. Oczekiwano, że do angielsko-polskiej konfrontacji zawodniczek, dojdzie 23 listopada w Newcastle, podczas gali Cage Warriors 181. Ostatecznie Czerwińska doznała kontuzji i nie zawalczyła. Nową rywalką Freeman została Portugalka, Mafalda Carmona.

## Lista walk w MMA

### Zawodowe
| Wynik     | Bilans | Przeciwnik (bilans przed walką) | Rozstrzygnięcie          | Runda | Czas | Rozgrywki                            | Data       | Miejsce  | Uwagi                        |
| --------- | ------ | ------------------------------- | ------------------------ | ----- | ---- | ------------------------------------ | ---------- | -------- | ---------------------------- |
| Wygrana   | 3-1    | Natalia Baczyńska-Krawiec (7-3) | Decyzja (jednogłośna)    | 3     | 5:00 | XTB KSW 89: Bartosiński vs. Parnasse | 16.12.2023 | Gliwice  |                              |
| Przegrana | 2-1    | Yasmin Guimarães (4-1)          | Decyzja (jednogłośna)    | 3     | 5:00 | KSW 80: Eskiev vs. Ruchała           | 17.03.2023 | Lubin    |                              |
| Wygrana   | 2-0    | Sara Luzar Smajić (4-1)         | Decyzja (jednogłośna)    | 3     | 5:00 | KSW 72: Romanowski vs. Grzebyk       | 23.07.2022 | Kielce   |                              |
| Wygrana   | 1-0    | Weronika Eszer (0-0)            | TKO (uderzenia łokciami) | 2     | 3:50 | KSW 63: Crime of The Century         | 04.09.2021 | Warszawa | Debiut w KSW w wadze muszej. |

### Amatorskie
| Wynik   | Bilans | Przeciwnik (bilans przed walką) | Rozstrzygnięcie | Runda | Czas | Rozgrywki                                       | Data       | Miejsce   | Uwagi                       |
| ------- | ------ | ------------------------------- | --------------- | ----- | ---- | ----------------------------------------------- | ---------- | --------- | --------------------------- |
| Wygrana | 4-0    | Dominika Steczkowska (9-4)      | TKO             | 1     | 2:25 | ALMMA 191: X Puchar Pamięci Żołnierzy Wyklętych | 27.02.2021 | Sochaczew |                             |
| Wygrana | 3-0    | Agata Pilawka (1-3)             | Decyzja         | 1     | 4:00 | ALMMA 191: X Puchar Pamięci Żołnierzy Wyklętych | 27.02.2021 | Sochaczew | Przejście do wagi koguciej. |
| Wygrana | 2-0    | Paulina Wiśniewska (13-1)       | Decyzja         | 1     | 4:00 | ALMMA 183: X Mistrzostwa Polski MMA 2020        | 19.09.2020 | Sochaczew |                             |
| Wygrana | 1-0    | Aleksandra Kawecka (0-0)        | ?               | 1     | 4:00 | ALMMA 183: X Mistrzostwa Polski MMA 2020        | 19.09.2020 | Sochaczew | Debiut w wadze muszej.      |

## Lista walk w boksie
| Wynik   | Bilans | Przeciwnik (bilans przed walką) | Rozstrzygnięcie       | Runda | Czas | Wydarzenie              | Data       | Miejsce    | Uwagi |
| ------- | ------ | ------------------------------- | --------------------- | ----- | ---- | ----------------------- | ---------- | ---------- | ----- |
| Wygrana | 1-0    | Ołena Szydłowska (0-0)          | Decyzja (jednogłośna) | 4     | 2:00 | Świebodzin Boxing Night | 23.03.2019 | Świebodzin |       |